# أسامة بواردي
أسامة بواردي هو مخرج ومنتج فلسطيني، قدم العديد من الأعمال الفنية التي جسدت الهوية الفلسطينية وواجهت التحديات السياسية والاجتماعية من خلال أفلامه. استطاع بواردي أن يقدم رؤية فنية وإنسانية عميقة عن الحياة الفلسطينية. وهو منتج فيلم واجب الذي حصد أكثر من عشرين جائزة عربية ودولية، وفيلم الهدية المرشح لجائزة الأوسكار.

## الأعمال الفنية
أنتج وأخرج مجموعه من الافلام الفنية منها:
- فيلم "لما شفتك" (2012).
- فيلم "الالتقاء" (2016) الذي يتناول قصص من واقع الحياة الفلسطينية، وحاز الفيلم على إشادة النقاد ما جعله من الأعمال المهمة في مشواره الفني.
- فيلم "عَلَم" (2022).